# Сив овчи нос
Сивият овчи нос (Gomphidius glutinosus) е вид ядлива базидиева гъба от семейство Gomphidiaceae.

## Описание
Шапката достига 12 cm в диаметър и е обвита от почти прозрачно слизесто покривало, особено във влажно време. На цвят варира от светлокафява или сива в младо състояние до сиво-кафява, шоколадовокафява или керемиденочервена в напреднала възраст. Пънчето достига дължина до 10 cm и е цилиндрично. Когато е по-младо има характерно подредени издатини, а на цвят е белезникаво, към основата лимоненожълто, по-късно гладко с тъмни остатъци от слизестото покривало, докато ниско долу е тъмножълто. Месото на гъбата е меко, бяло до белезникаво на цвят, като при разрязване не се променя. Има добри вкусови качества и се консумира прясна или консервирана с оцет.

## Местообитание
Среща се през юли – ноември в иглолистни гори, главно под смърч и бор. Расте както поединично и на малки групи, така и на по-големи групи, понякога много изобилно.